# Brettes

Brettes este o comună în departamentul Charente, Franța. În 1 ianuarie 2022 avea o populație de 163 de locuitori.